# Street Smart (videogioco)
Street Smart (ストリート・スマート?) è un videogioco arcade del 1989 di genere picchiaduro sviluppato da SNK. Il gioco ha ricevuto una conversione per Sega Mega Drive ed è stato distribuito per PlayStation Portable all'interno della raccolta SNK Arcade Classics.